# 呉延祉
呉延祉（朝鮮語: 오연지）は、高麗の将軍であり、朝鮮氏族の蔚山呉氏の始祖である。
高麗成宗時代に中国から渡来した海州呉氏の始祖の呉仁裕の7代子孫である。
高麗忠烈王時代に文科及第、中書侍郎平章事を任官し、倭寇を討伐した功績から鶴城君に封じられた。